# Ярова вулиця (Київ, історична)
Ярова́ вулиця — зникла вулиця, що існувала в Московському районі (нині це територія Печерського району) міста Києва, місцевість Нова Забудова. Пролягала від вулиці Василя Тютюнника до Літньої вулиці.
Прилучалася Баштова вулиця.

## Історія
Вулиця виникла у 1920-ті роки під такою ж назвою. Ліквідована у зв'язку із розширенням території заводу «Радар» наприкінці 1970-х років (опинилася на заводській території, забудову ліквідовано).